# オートレースグランプリ
オートレースグランプリとは、オートレースのSG競走の1つである。

## 概要
1997年に創設されたオートレース界では最も歴史の浅いSG競走である。
この開催に出場する選手は選考期間1年間のGI競走優勝者及び各オートレース場優勝戦ポイント（優勝戦進出者に与えられる）上位者の中から選ばれる。
優勝戦で結果を残した選手達が集結し、日本一勝負強い選手を決定する競走である。当大会でSG初優勝を飾った選手は8名に上り、SG戦線の登竜門と言える競走でもある。
現在の優勝賞金は、1,420万円。
2001年度より2015年度まで、毎年9月に行われてきたが、2016年度から8月に開催を移行することになった。
第26回大会（2022年8月10日～15日、伊勢崎オートレース場）では、オートレース界初となる6日制で開催された。

## 出場選手選抜方法
1. 前回優勝者
2. 当年度前期適用ランクS級最大48名
3. 前年6月1日～当年5月31日におけるGI開催（特別GIプレミアムカップを含む）の優勝者及び前年6月1日～当年5月31日までの間[注 1]に開催された開催節の優勝戦に出場した選手に下表による得点を付し、その合計得点上位者
4. 上記1から3において重複者が生じた場合は、重複相当数を優勝戦合計得点上位者より選抜する

| 区分                          | 1着 | 2着 | 3着 | 4着 | 5着 | 6着 | 7着 | 8着 | 事故 （責外） | 事故 （責任） |
| ----------------------------- | --- | --- | --- | --- | --- | --- | --- | --- | ------------- | ------------- |
| GI                            | 20  | 18  | 16  | 15  | 14  | 13  | 12  | 11  | 12            | 0             |
| GII                           | 15  | 13  | 11  | 10  | 9   | 8   | 7   | 6   | 7             | 0             |
| 普通開催                      | 10  | 8   | 6   | 5   | 4   | 3   | 2   | 1   | 2             | 0             |
| SG等と競合する普通開催        | 5   | 3   | 1   | 0   | 0   | 0   | 0   | 0   | 0             | 0             |
| ミッドナイト競走（GIIを除く） | 0   | 0   | 0   | 0   | 0   | 0   | 0   | 0   | 0             | 0             |

注1：上記得点には、原則として節に優勝戦が一つのみ設定されている節を対象とする。ただし、スーパースターシリーズ優勝戦（GII得点を適用）は対象とし、その他の優勝戦が複数設定されている節には別途「優勝戦得点表」を作成し適用するものとする。
注2：優勝戦が競走不成立となった場合の優勝戦得点は、競走不成立原因者を除く出場選手に4着相当得点を付与する。
注3：優勝戦得点が同点の場合は、下記の順によりその数値が大きい方を上位者とする。なお、すべてが同点の場合は選考順位決定時の級別順位上位者を上位とする。
（1）GI（2）GII（3）普通開催（4）優勝回数（5）優出回数

## 勝ち上がり

### 5日間開催
※ 出典：オートレースオフィシャルサイト「オートレースグランプリ 勝ち上がり」
※レースの着順及び上がり100 mのタイム順位のそれぞれで、与えられる得点の合計により順位を決定する。
| 初日 | 2日目 | 3日目 | 4日目                                              | 最終日        |
| --- | --- | --- | -------------------------------------------------- | ------------- |
| 予選（1R～8R）・1着を除く4位～7位の32名が2次予選Cへ ・1着を除く2位～3位の16名が2次予選Bへ ・1着の8名と1着を除く1位の8名が2次予選Aへ 選抜予選（9R～12R） （優先順位1位～32位）・1着を除く4位～7位の16名が2次予選Bへ ・1着の4名と1着を除く1位～3位の12名が2次予選Aへ | 2次予選C（1R～4R）・1着の4名と1着を除く1位の4名が準々決勝戦Bへ 2次予選B（5R～8R）・1着を除く3位～5位の12名が準々決勝戦Bへ ・1着の4名と1着を除く1位～2位の8名が準々決勝戦Aへ 2次予選A（9R～12R）・1着を除く5位～7位の12名が準々決勝戦Bへ ・1着の4名と1着を除く1位～4位の16名が準々決勝戦Aへ | 準々決勝戦B（5R～8R）・1着の4名と1着を除く1位の4名が準決勝戦へ 準々決勝戦A（9R～12R）・1着の4名と1着を除く1位～5位の20名が準決勝戦へ | 準決勝戦（9R～12R）各レース1着・2着の8名が優勝戦へ | 優勝戦（12R） |

### 6日間開催
※ 出典：オートレースオフィシャルサイト「オートレースグランプリ 勝ち上がり」
※レースの着順及び上がり100 mのタイム順位のそれぞれで得点が与えられる。
| 初日            | 2日目           | 3日目                                            | 4日目                                                | 5日目                                              | 最終日        |
| --------------- | --------------- | ------------------------------------------------ | ---------------------------------------------------- | -------------------------------------------------- | ------------- |
| 予選（1R～12R） | 予選（1R～12R） | 予選（1R〜12R）3日間平均得点上位64名が最終予選へ | 最終予選（5R〜12R）4日間平均得点上位32名が準決勝戦へ | 準決勝戦（9R～12R）各レース1着・2着の8名が優勝戦へ | 優勝戦（12R） |

## 過去の優勝者
| 回 | 開催日                     | 開催場               | 優勝者      | 年齢（当時） | 競走タイム | 競走車呼名     |
| -- | -------------------------- | -------------------- | ----------- | ------------ | ---------- | -------------- |
| 1  | 1997年（平成9年）12月24日  | 船橋オートレース場   | 中村政信    | 31           | 3.350      | トーマス       |
| 2  | 1998年（平成10年）12月17日 | 川口オートレース場   | 片平巧      | 33           | 3.366      | キブロワイト1  |
| 3  | 1999年（平成11年）12月8日  | 浜松オートレース場   | 伊藤信夫    | 27           | 3.284      | ポトラッチ     |
| 4  | 2000年（平成12年）12月13日 | 飯塚オートレース場   | 片平巧(2)   | 35           | 3.300      | キブロワイト7  |
| 5  | 2001年（平成13年）9月26日  | 山陽オートレース場   | 浦田信輔    | 28           | 3.344      | パンジャGT     |
| 6  | 2002年（平成14年）10月1日  | 伊勢崎オートレース場 | 岡部聡      | 37           | 3.656      | フラッグシップ |
| 7  | 2003年（平成15年）9月28日  | 船橋オートレース場   | 伊藤信夫(2) | 31           | 3.337      | テトム         |
| 8  | 2004年（平成16年）9月26日  | 川口オートレース場   | 若井友和    | 30           | 3.546      | モエルトウコン |
| 9  | 2005年（平成17年）9月25日  | 浜松オートレース場   | 山田真弘    | 33           | 3.390      | ポッポ･SL      |
| 10 | 2006年（平成18年）9月24日  | 飯塚オートレース場   | 田中茂      | 30           | 3.349      | S･アーロン     |
| 11 | 2007年（平成19年）9月24日  | 船橋オートレース場   | 武藤博臣    | 24           | 3.333      | バルデラマ     |
| 12 | 2008年（平成20年）9月24日  | 伊勢崎オートレース場 | 永井大介    | 31           | 3.361      | ダビド・ビジャ |
| 13 | 2009年（平成21年）9月23日  | 川口オートレース場   | 木村武之    | 32           | 3.355      | クロム         |
| 14 | 2010年（平成22年）9月23日  | 浜松オートレース場   | 有吉辰也    | 34           | 3.400      | タツダンス     |
| 15 | 2011年（平成23年）9月19日  | 伊勢崎オートレース場 | 金子大輔    | 31           | 3.545      | Rマキロイ      |
| 16 | 2012年（平成24年）9月19日  | 飯塚オートレース場   | 高橋貢      | 41           | 3.371      | サイバームーン |
| 17 | 2013年（平成25年）9月17日  | 船橋オートレース場   | 永井大介(2) | 36           | 3.404      | ビズビム       |
| 18 | 2014年（平成26年）9月23日  | 伊勢崎オートレース場 | 永井大介(3) | 37           | 3.406      | シーザー       |
| 19 | 2015年（平成27年）9月23日  | 伊勢崎オートレース場 | 濱野淳      | 40           | 3.384      | アモン         |
| 20 | 2016年（平成28年）8月14日  | 伊勢崎オートレース場 | 中村雅人    | 35           | 3.388      | Kモンソン      |
| 21 | 2017年（平成29年）8月15日  | 伊勢崎オートレース場 | 高橋貢(2)   | 46           | 3.745      | Rウルフ        |
| 22 | 2018年（平成30年）8月15日  | 伊勢崎オートレース場 | 青山周平    | 34           | 3.412      | ハルク・73     |
| 23 | 2019年（令和元年）8月15日  | 伊勢崎オートレース場 | 青山周平(2) | 35           | 3.390      | ハルク・73     |
| 24 | 2020年（令和2年）8月15日   | 伊勢崎オートレース場 | 伊藤信夫(3) | 48           | 3.412      | プロドライブ   |
| 25 | 2021年（令和3年）8月15日   | 伊勢崎オートレース場 | 篠原睦      | 44           | 3.749      | チャージ       |
| 26 | 2022年（令和4年）8月15日   | 伊勢崎オートレース場 | 青山周平(3) | 37           | 3.404      | ハルク・73     |
| 27 | 2023年（令和5年）8月15日   | 伊勢崎オートレース場 | 青山周平(4) | 38           | 3.357      | ハルク・73     |
| 28 | 2024年（令和6年）8月15日   | 伊勢崎オートレース場 | 青山周平(5) | 39           | 3.392      | ハルク・73     |

## エピソード
- 第1回大会の優勝戦は「初代王者決定戦」と呼称された。
- 第3回大会において優勝した伊藤信夫の競走タイム3.284は、10周回における競走の日本レコードタイムである。
- 第10回大会（2006年）は、SG史上初のナイター競走（移動式照明車を使用）として開催された[8]。
- 第11回大会（2007年）で武藤博臣（28期、船橋オートレース場所属）は完全優勝を達成した。SG完全優勝は秋田敬吾（5期、元山陽オートレース場所属）、進藤敏彦（12期、引退。元山陽オートレース場所属）、飯塚将光（9期、故人。元船橋オートレース場所属）、片平巧（19期、故人。元船橋オートレース場所属）、島田信廣（11期、故人。元船橋オートレース場所属）以来、11年ぶり史上6人目。日本選手権オートレース以外のSGレースでは初の完全優勝となった。
- 第12回大会（2008年）は、SG史上初の「正式なナイター設備を備えたレース場」でのナイター競走として開催された。従来、伊勢崎オートレース場ではほぼナイター状態の優勝戦が行われた事はあったが（SG第29回日本選手権オートレースなど）、正式に「ナイター競走」として開催されたのは今回が初である。
- 第17回大会（2013年）は、船橋オートレース場最後のSG開催となった（2016年3月廃止）。
- 第24回大会（2020年）は、新型コロナウイルス感染症の拡大状況を注視し、直前まで有観客での開催検討していたが、多くの観客が来場するSG開催では場内での3密対策の確保が困難なことから、安全を最優先に考え、伊勢崎本場における車券発売を中止し、無観客での開催となった[注 2][9]。無観客開催での5日間の総売り上げは、目標の12億4500万円を大きく上回る18億132万8200円、前年比104.6%となった[10]。
- 第24回大会に出場の青山周平は、2020年3月の飯塚・特別GIプレミアムカップ優勝以降、11節連続優勝戦進出して8V、直近では4節連続で優勝。この好成績に、今回はスーパーハンデ（最重ハンデのさらに10メートル後ろ）での戦いとなった。SGでスーパーハンデとなったのは、1997年1月の第11回スーパースター王座決定戦での片平巧、島田信廣（ともに故人）以来[11]。
- 第25回大会（2021年）を優勝した篠原睦は、デビューから22年4ヶ月でのSG初制覇となった[12]。
- 業界初の6日制で行われた第26回大会（2022年）を優勝した青山周平は、6日制SGでは史上初の初日から6日間全て1着の完全優勝を達成した[13]。
- 第28回大会（2024年）を優勝した青山周平は、開催6日間全て1着入線の完全優勝とともに大会史上初の3連覇を達成した[14]。